# San Andrés Yaá
San Andrés Yaá es una localidad del estado mexicano de Oaxaca. Es cabecera del municipio de San Andrés Yaá.

## Demografía
| Censo | Población |
| ----- | --------- |
| 1900  | 992       |
| 1910  | 874       |
| 1921  | 825       |
| 1930  | 519       |
| 1940  | 774       |
| 1950  | 797       |
| 1960  | 838       |
| 1970  | 769       |
| 1980  | 906       |
| 1990  | 687       |
| 1995  | 609       |
| 2000  | 487       |
| 2005  | 374       |
| 2010  | 429       |
| 2020  | 349       |